# Cimetière ancien de Neuilly-sur-Seine
Le cimetière ancien de Neuilly se trouve à Neuilly-sur-Seine dans les Hauts-de-Seine. Il est situé 3 rue Victor-Noir. C'est le premier des deux cimetières de Neuilly, le second (le cimetière nouveau) se trouvant dans la commune de Nanterre, bien qu'appartenant à celle de Neuilly.
Il est ouvert du 2 novembre au 15 mars de 8 heures à 17 heures 30 et du 16 mars au 1er novembre de 8 heures à 18 heures.
Les funérailles de Victor Noir  y furent organisées en janvier 1870, en présence d'une foule immense (en 1891, la dépouille est transférée au cimetière du Père-Lachaise).

## Description
Le cimetière de la rue des Poissonniers est créé en 1786. Saturé, il est envisagé de le déplacer dès la Révolution. En 1808, un nouveau site est retenu, grâce à un échange de terrains avec le maréchal Murat, propriétaire du château de Villiers. Au fil du XIXe siècle, le cimetière est progressivement agrandi.
Il s'appelle « cimetière ancien » depuis l'ouverture du nouveau cimetière de Neuilly, entre Nanterre et Puteaux, en 1886.
En 1905, la municipalité décide la construction d'un monument aux morts de la guerre franco-allemande de 1870, projet remporté par le statuaire Raoul Verlet et l'architecte Achille Colle.
Ce petit cimetière comprend des sépultures avec des sculptures, médaillons et bustes remarquables de la fin du XIXe siècle et du début du XXe siècle, dont certaines sont des monuments protégés. Le cimetière ancien et plusieurs de ses sépultures ont été recensés par l'inventaire général du patrimoine culturel.

## Personnalités inhumées
- Narcisse Ancelle (1801-1888), notaire et homme politique, maire de Neuilly-sur-Seine de 1851 à 1868, tuteur de Charles Baudelaire
- Paul Armont, né Petrococchino (1874-1943), dramaturge et scénariste
- Albert Barillé (1920-2009), producteur de télévision et romancier
- Armand Beauvais (1840-1911), artiste peintre, graveur et lithographe
- Léonce Bénédite (1859-1925), historien d'art et conservateur, directeur du musée du Luxembourg
- André Bergeret (1904-1966), Compagnon de la Libération
- Jean Bergeret (1895-1956), militaire et ministre
- Charles de Bernard (1804-1850), homme de lettres
- André Bettencourt (1919-2007) et son épouse Liliane Bettencourt (1922-2017), industriel, ministre
- Henri Betti (1917-2005), compositeur et pianiste français
- Edmond Bloud (1876-1946), éditeur et homme politique
- Claude Bouchinet-Serreulles (1912-2000), Compagnon de la Libération
- Louis de Broglie (1892-1987), physicien, académicien
- Marie Cantacuzène (1820-1898), princesse roumaine, épouse et modèle de Puvis de Chavannes avec qui elle repose, modèle également de Théodore Chassériau
- François Chalais, né Bauer (1919-1996), journaliste et chroniqueur du cinéma
- Robert Chapatte (1922-1997), journaliste sportif
- René Clair, né Chomette (1898-1981), réalisateur, écrivain et académicien. Il est inhumé dans la chapelle familiale auprès de son frère Henri Chomette (1896-1941)
- Jacques Courtin (1921-2007), fondateur de la société Clarins
- Darry Cowl, né André Darricau (1925-2006), comédien et musicien
- Georges Dancigers (1908-1993), producteur de cinéma
- André Dewavrin (1911-1998), dit le colonel Passy, Compagnon de la Libération
- Jacques Doucet (1853-1929), grand couturier, collectionneur et mécène
- Pierre Drieu la Rochelle (1893-1945), écrivain
- Colette Dumas (1860-1907), fille d'Alexandre Dumas fils. Elle repose avec sa mère Nadine Dumas (1825-1895), née Nadejda von Knorring (ru), veuve du prince Alexandre Narychkine, première épouse d'Alexandre Dumas fils et avec sa grand-mère paternelle Marie Catherine Laure Labay (1794-1868), couturière, maîtresse d'Alexandre Dumas et mère d'Alexandre Dumas Fils
- Anatole France, né François Anatole Thibault (1844-1924), écrivain, académicien, prix Nobel de littérature
- Jacqueline François, née Guillemautot (1922-2009), chanteuse
- Pierre Fresnay, né Laudenbach (1897-1975), acteur. Il repose auprès d'Yvonne Printemps
- Martin-Jules Gouffé (1807-1877) cuisinier pâtissier, auteur du Livre de cuisine (1865)
- Wladimir Granoff, (1924-2000), psychiatre et psychanalyste français d'origine russe
- Édouard Guiard (1845-1903), architecte. Il repose auprès de son fils Georges (1873-1942), également architecte
- Pierre Guillaumat (1909-1991), ingénieur et homme politique
- Gyp, comtesse de Martel de Janville, née Sibylle-Gabrielle de Riquetti de Mirabaud (1849-1932), femme de lettres
- Pierre Héring (1874-1963), général d'armée
- Josef Hoëné-Wronski (1776-1853), philosophe
- Jean-François Houssay (d) (1803-1870), maire de Neuilly-sur-Seine en 1870
- Agustin Cosme de Iturbide (1824-1873), fils d'Agustin de Iturbide, « empereur » du Mexique.
- Anna Jaclard (1843 - 1887), socialiste et féministe révolutionnaire russe
- Adrien Karbowsky (1855-1945), peintre
- René Lalou (1877-1973), avocat et homme d'affaires
- Francis La Monaca (1882-1937), peintre et sculpteur
- Maurice de Lambert (1873-1952), illustrateur et peintre,
- Marc Lanjean (1903-1964), musicien et compositeur
- Emmanuel de Las Cases (1854-1934), avocat et homme politique
- Alexandre Lippmann (1881-1960), champion olympique d'escrime, arrière petit-fils d'Alexandre Dumas. Il repose avec sa mère Colette Dumas
- Stéphane Lupasco (1900-1988), philosophe
- Raymonde Machard (1889-1971), journaliste et romancière féministe
- Félicien Marceau (1913-2012), écrivain, académicien. Il repose auprès de son épouse l'actrice Bianca Della Corte, née Licenziati (1915-2006)
- Thierry de Martel (1875-1940), neurochirurgien. Il repose auprès de sa mère, femme de lettres sous le nom de plume de Gyp
- André Maurois, né Émile Herzog (1885-1967), écrivain, académicien
- Jean Mercanton (1920-1947), acteur
- Paul Meurisse (1912-1979), acteur
- Georges Milton, né Michaud (1886-1970), acteur et chansonnier
- Léonard Morandi (1914-2007), architecte suisse naturalisé français, arrière-petit-neveu de Napoléon III. Il est inhumé dans la chapelle familiale de René Clair
- Aristide Moreau-Chaslon (1800-1869), fondateur en 1855 et premier président de la CGO (Compagnie générale des omnibus de Paris), lointain ancêtre de la RATP, dont les omnibus à chevaux circulèrent jusqu'en janvier 1913
- Marguerite de Morlaye (1870-1957), actrice française
- Carlo Maria Natale (1935-2018), architecte
- Édouard Nortier (1859-1914), homme politique, maire de Neuilly-sur-Seine de 1908 à sa mort en 1914 au combat durant la Première Guerre mondiale
- Gabriel Olphe-Galliard, (1870-1947), juriste.
- Ferdinand Oreille de Carrière, capitaine de cavalerie, fils illégitime né posthume de la relation entre Charles Ferdinand d’Artois et Virginie Oreille (1795-1875), sa maîtresse, danseuse de l'Opéra. Il repose avec son beau-père Narcisse Ancelle
- Giuseppe Persiani (1804-1869), compositeur d'opéras
- Yvonne Printemps, née Wigniolle-Dupé (1894-1977), actrice. Elle repose auprès de Pierre Fresnay
- Jean-Bernard Raimond (1926-2016), diplomate, député et ministre
- Jane Rhodes (1929-2011), cantatrice
- Maurice Rouvier (1842-1911), président du conseil sous la IIIe République
- Apollonie Sabatier née Joséphine-Aglaé Savatier (1822-1889), peintre, demi-mondaine et salonnière
- Comtesse Irène Sampieri, née Cahen d'Anvers (1872-1963)[5]
- Eugène Schueller (1881-1957), fondateur de la société L'Oréal
- Michel Serrault (1928-2007), acteur, précédemment inhumé au cimetière Sainte-Catherine d'Honfleur. Il repose au cimetière ancien de Neuilly depuis 2009 aux côtés de son épouse Juanita (décédée en 2008) et de leur fille Caroline (décédée en 1977)
- Boris Souvarine, né Lifschitz (1895-1984), dirigeant communiste
- Fanny Tacchinardi-Persiani (1807-1867), cantatrice italienne, épouse de Giuseppe Persiani avec qui elle repose
- Georges Tzipine (1907-1987), chef d'orchestre
- Jules Uhry (1877-1936), député socialiste et maire de Creil
- Louis Vauxcelles (1870-1943), critique d'art

## Galerie

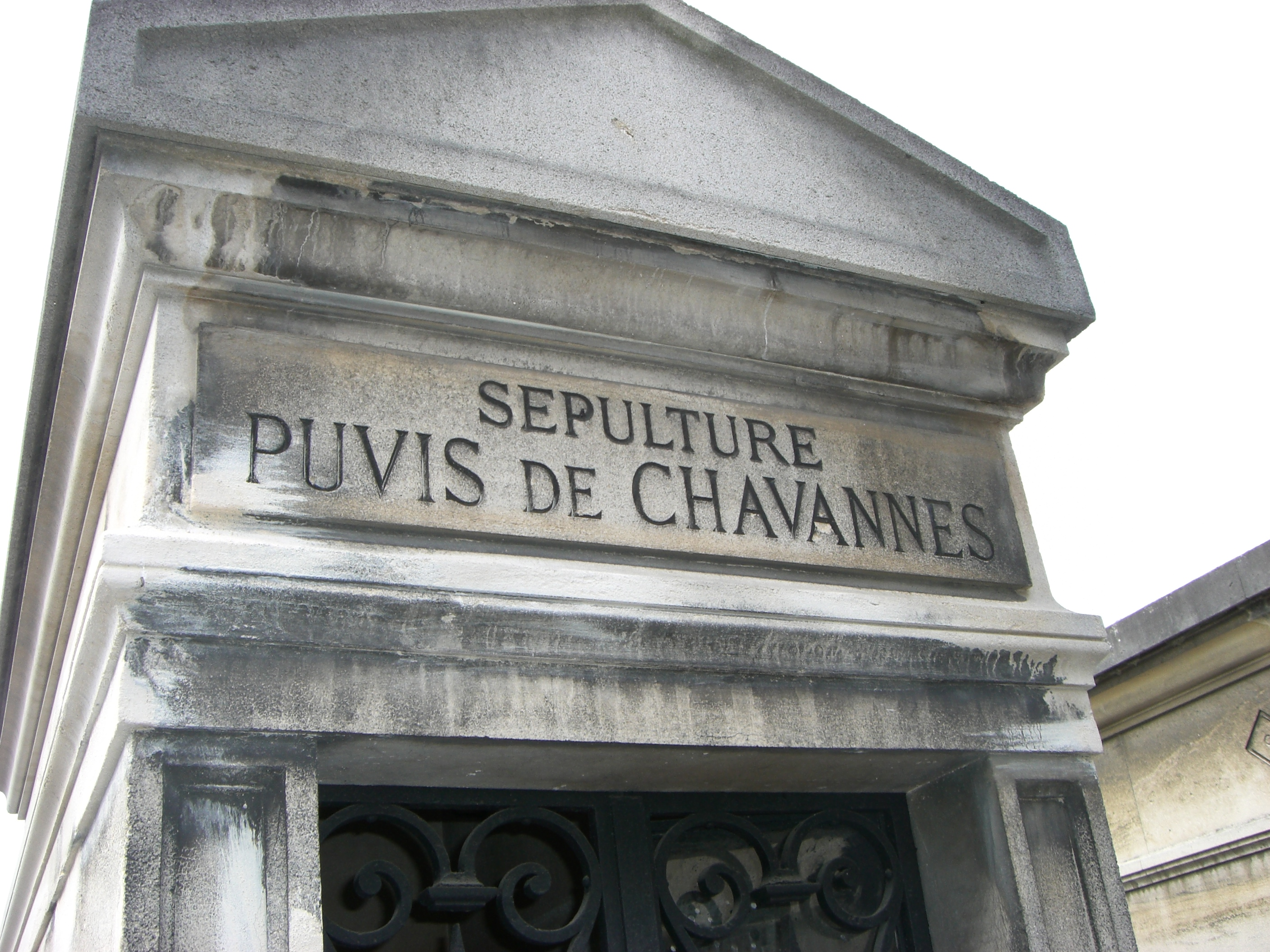
Sépulture de Puvis de Chavannes et de sa famille.
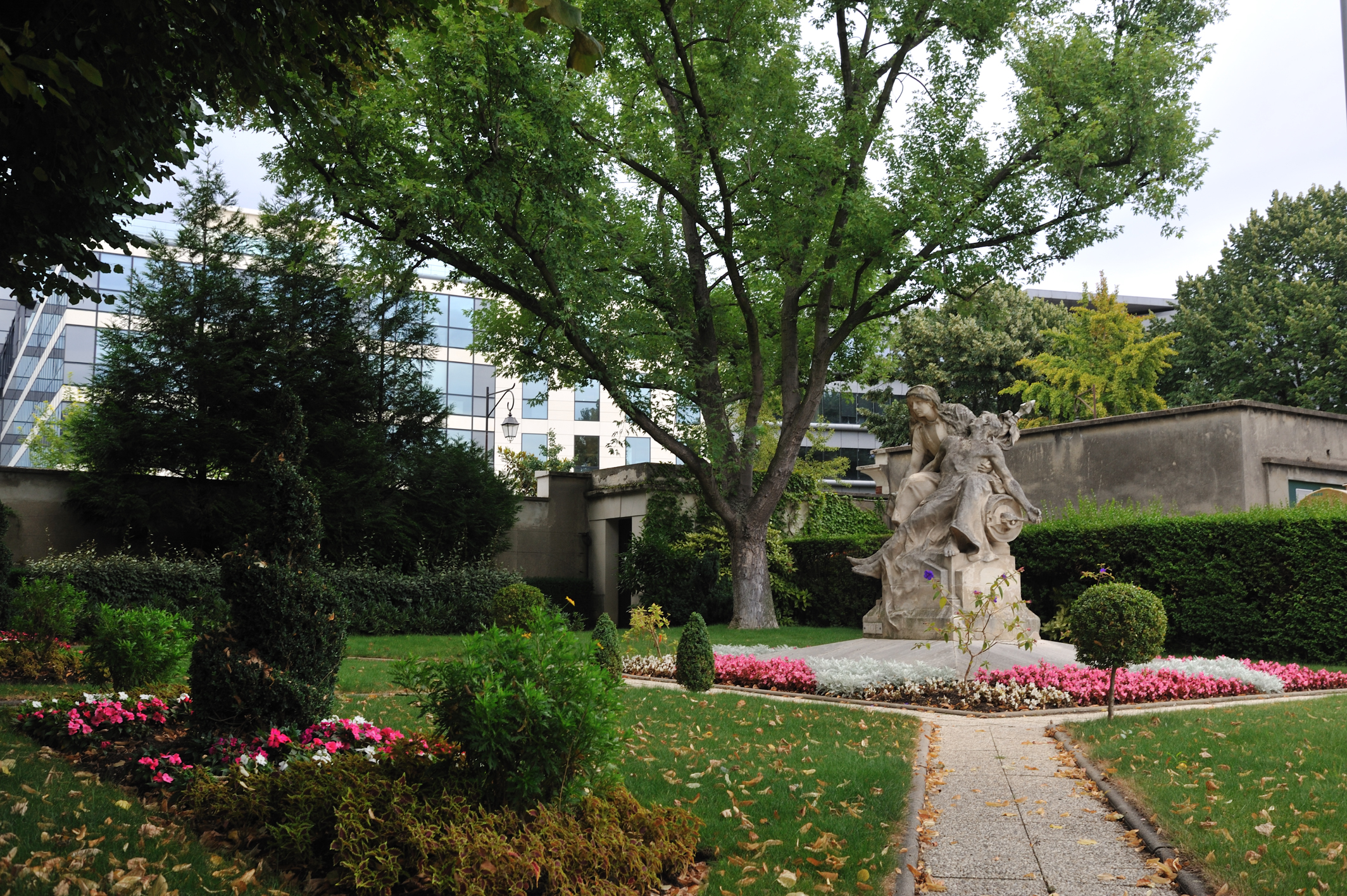
Vue du monument aux morts, sculpture d'Achille Colle.
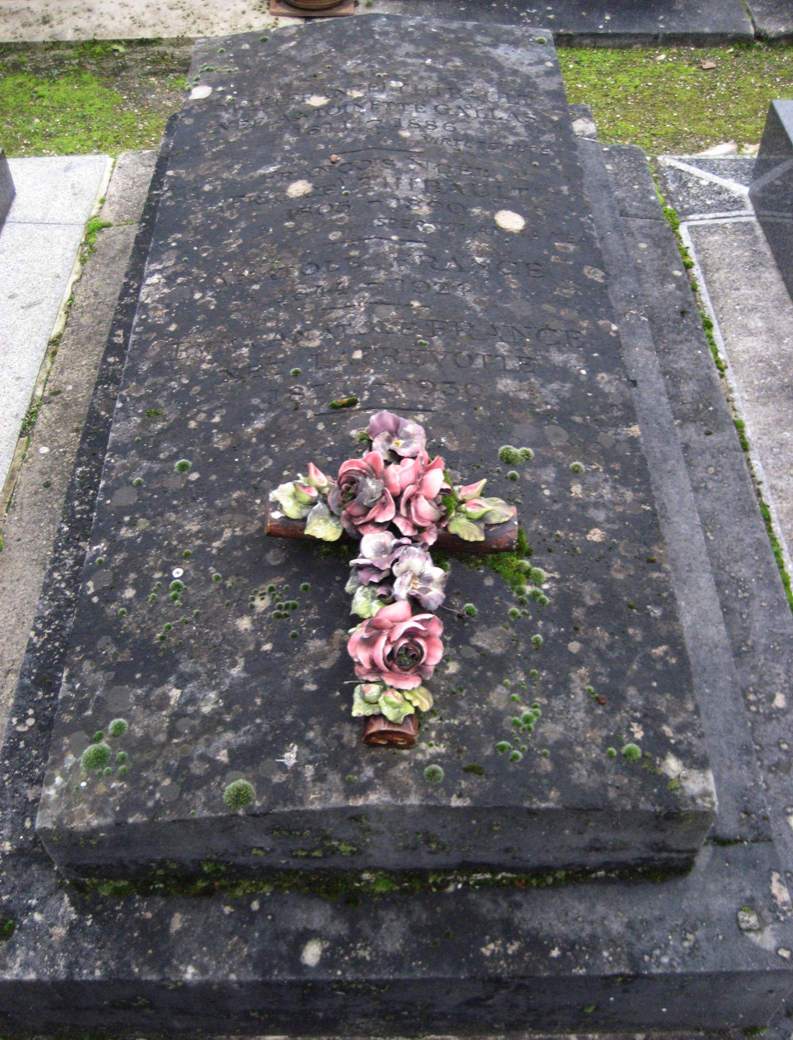
Sépulture d'Anatole France, de ses parents et de sa femme.
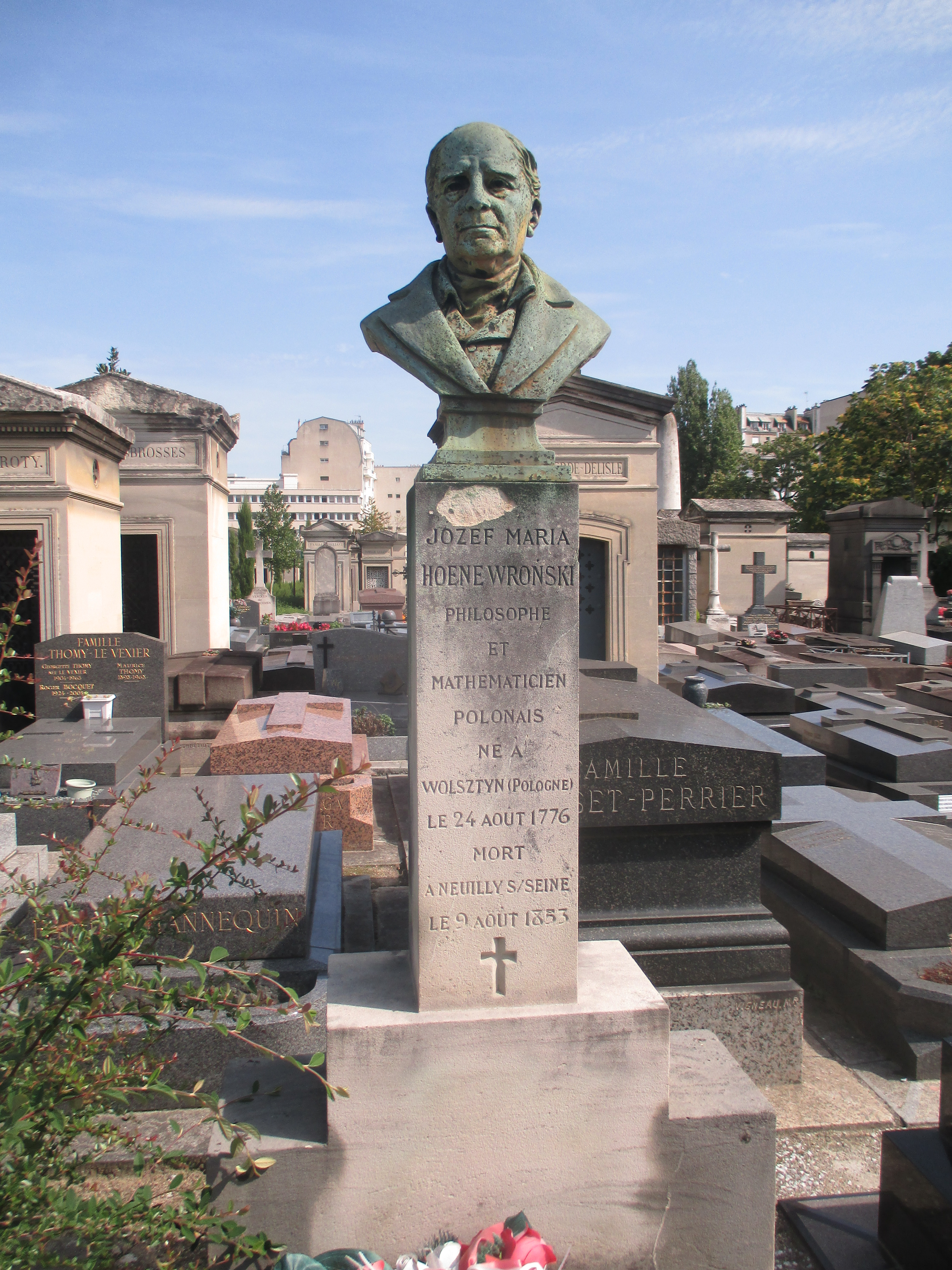
Sépulture de Josef Hoëné-Wronski, buste réalisé par François Black.
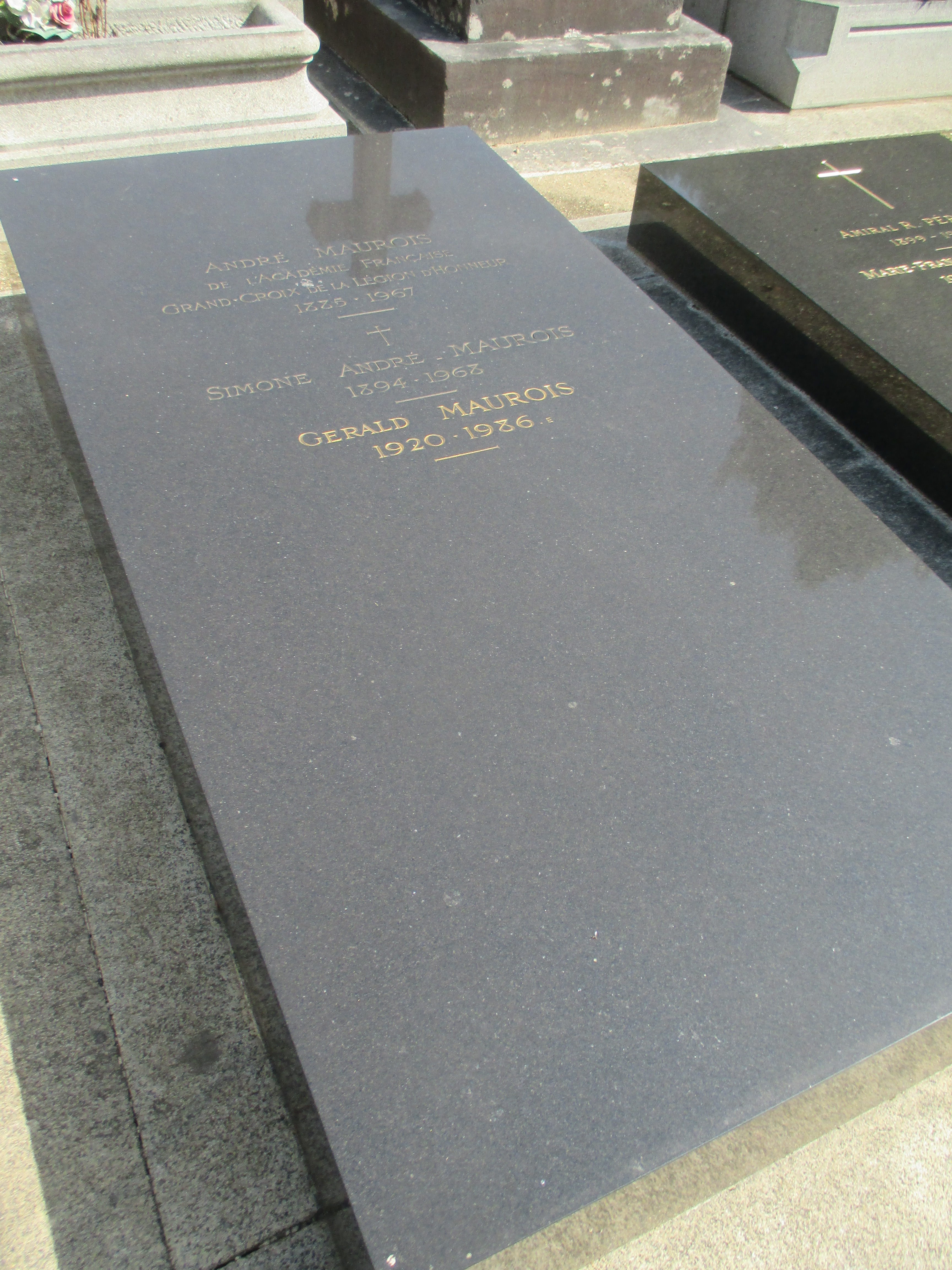
Tombe d'André Maurois.
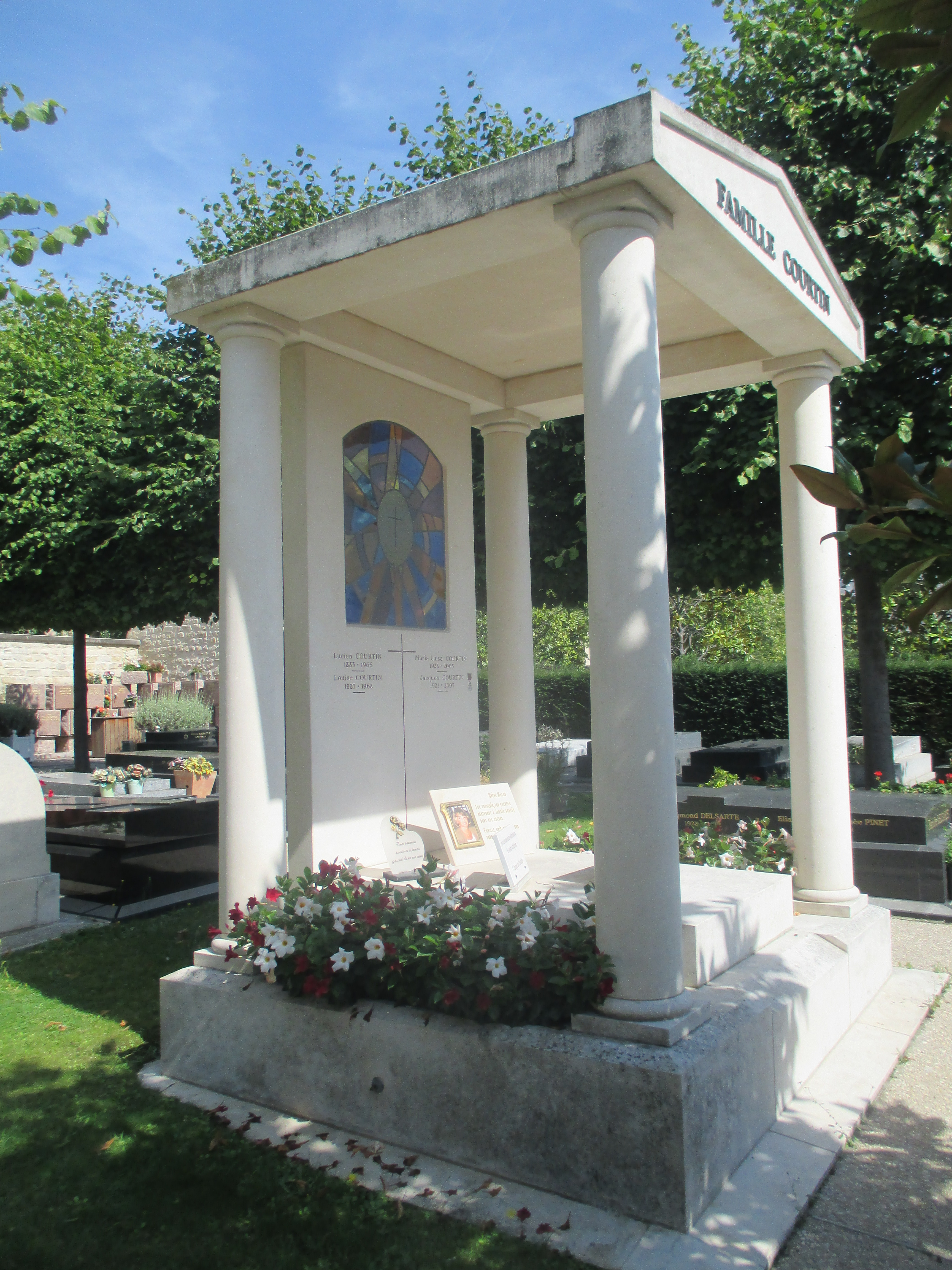
Tombe de Jacques Courtin